# Meromyza ornata
Meromyza ornata är en tvåvingeart som först beskrevs av Christian Rudolph Wilhelm Wiedemann 1817.  Meromyza ornata ingår i släktet Meromyza, och familjen fritflugor. Arten är reproducerande i Sverige.